# برادلي أ. فيسك
برادلي أ. فيسك (بالإنجليزية: Bradley A. Fiske)‏ هو مخترع وعسكري أمريكي، ولد في 13 يونيو 1854 في لايونز في الولايات المتحدة، وتوفي في 6 أبريل 1942 في نيويورك في الولايات المتحدة.

## وصلات خارجية
- برادلي أ. فيسك على موقع الموسوعة البريطانية (الإنجليزية)